# Raimundo Pereira
Raimundo Pereira (ur. 28 sierpnia 1956 w Bissau) – gwinejski polityk, przewodniczący Narodowego Zgromadzenia Ludowego od 22 grudnia 2008 do 12 kwietnia 2012, pełniący obowiązki prezydenta Gwinei Bissau od 2 marca do 8 września 2009 oraz ponownie od 9 stycznia do 12 kwietnia 2012.

## Życiorys
Raimundo Pereira urodził się w 1956 w Bissau. W latach 1982–1987 studiował prawo na Uniwersytecie Lizbońskim w Portugalii. W latach 1998–1998 specjalizował się na tej uczelni w zakresie prawa pracy, prawa finansowego oraz międzynarodowego prawa handlowego.
Od 1988 do 1992 zajmował stanowisko dyrektora państwowego radia RDN (Radio Difusao Nacional), a od 1992 do 1994 publicznej telewizji TGB (Telvisao de Guine-Bissau). Od 1993 do 1994 pełnił funkcję dyrektora generalnego ds. komunikacji społecznej. Jednocześnie od 1990 do 1993 wchodził w skład Narodowej Komisji ds. Rewizji Konstytucji. Od 1991 do 1994 stał na czele Rady Finansowej Adwokatury Gwinei Bissau.
Od 1994 do 1996 zajmował stanowisko sekretarza stanu w kancelarii premiera. W latach 1996–1997 pełnił funkcję ministra administracji terytorialnej, w latach 2005–2005 ministra sprawiedliwości, by w 2005 objąć urząd ministra transportu. Od 1997 do 2002 był konsultantem prawnym w oddziale banku Banco Totta & Acores w Bissau. W 2007 pełnił funkcję doradcy Banku Światowego w ramach Projektu Rewitalizacji i Rozwoju Sektora Prywatnego, będąc odpowiedzialnym za przegląd przepisów prawnych oraz sprawy mediów.
Po wyborach parlamentarnych z listopada 2008, został 6 grudnia 2008 wybrany przez Afrykańską Partię Niepodległości Gwinei i Zielonego Przylądka (PAIGC) kandydatem do stanowiska przewodniczącego parlamentu. 22 grudnia 2008 został wybrany przewodniczącym Narodowego Zgromadzenia Ludowego. W głosowaniu uzyskał poparcie 60 deputowanych, wobec 37 głosów przeciwnych jego kandydaturze.
2 marca 2009 na mocy konstytucji przejął obowiązki głowy państwa po zabójstwie prezydenta João Bernardo Vieiry. Prezydent zginął w wyniku ostrzału pałacu przez zbuntowanych żołnierzy. Rzecznik sił zbrojnych ogłosił jednak, że w kraju nie doszło do zamachu stanu, a wojsko respektuje porządek konstytucyjny, według którego funkcję tymczasowego szefa państwa, do czasu nowych wyborów prezydenckich, przejął przewodniczący parlamentu.
3 marca 2009 Pereira został oficjalnie zaprzysiężony na stanowisku szefa państwa i zobowiązał się do zorganizowania wyborów prezydenckich w ciągu przepisowych 60 dni. Zaapelował również do społeczności międzynarodowej o pomoc w celu stabilizacji kraju.
Ostatecznie wybory prezydenckie w Gwinei Bissau odbyły się 28 czerwca 2009. Pereira ubiegał się o nominację PAIGC, jednak w wewnętrznym głosowaniu 25 kwietnia 2009 został pokonany przez byłego prezydenta Malama Bacai Sanhę. 8 września 2009 Sanhá, po zwycięstwie w wyborach, objął oficjalnie stanowisko prezydenta kraju.
9 stycznia 2012 Raimundo Pereira po raz drugi przejął obowiązki szefa państwa po śmierci prezydenta Malama Bacaia Sanhy w Paryżu.
12 kwietnia 2012, po dokonaniu przez wojsko zamachu stanu, został aresztowany razem z kandydatem prezydenckim Carlosem Gomesem Júniorem. Władzę w kraju przejęło Dowództwo Wojskowe na czele z generałem Mamadu Ture Kurumą. Przebywał w nieznanym miejscu w areszcie domowym. Zwolniony 27 kwietnia, wyjechał do Wybrzeża Kości Słoniowej.